# Бретценхаймы
Бретценхаймы (нем. Fürsten von Bretzenheim) — дворянский род из Пфальца и Баварии, морганатическая ветвь Виттельсбахов.

## История

### Происхождение
Актриса и танцовщица Мангеймского театра Йозефа Сейфферт (1748—1771) с 1768 по 1771 гг. родила четверых внебрачных детей от курфюрста Пфальца и Баварии Карла Теодора. В 1767 году Карл Теодор возвел её в дворянское звание как «фрау фон Хайдек» (позже её обычно писал Гейдек). Их первая дочь Каролина Жозефа (1768—1786) была узаконена. В 1769 году курфюрст Карл Теодор возвел мать и дочь в потомственное графское сословие. Позже у них родились сын Карл Август (1768—1823) и дочери-близнецы Элеонора (1771—1832) и Фридерика (1771—1816). Йозефа умерла в 23 года в результате послеродовой лихорадки после рождения близнецов.
Как внебрачные потомки курфюрста, они не были членами дома Виттельсбахов и не могли наследовать престол. Не имевший иного потомства Карл Теодор заботился о них, они получали уроки игры на фортепиано у Вольфганга Амадея Моцарта. Помимо них, у Карла Теодора были и другие внебрачные дети. В 1772 году, чтобы обеспечить своих четверых детей от графини фон Гейдек, он приобрел сеньорию Бретценхайм недалеко от Бад-Кройцнаха у ландкомтура Тевтонского ордена Игнаца Франца цу Бернау. В 1774 году Бретценхайм получил статус имперского графства. Гербовый символ Бретценхайма — крендель был включен в подаренный Карлом Теодором семейный герб.

### Развитие
Карл Август фон Бретценхайм получил в 1780/82 году Баварский великий приорат Мальтийского ордена от своего отца из конфискованных имений иезуитов (был секуляризован в 1808 г.). В 1788 г он женился в Эттингене на Марии Вальбурге, от которой у него было девять детей. После смерти своего отца в 1799 году Карл Август переехал со своей семьей в Вену, поселился там и жил здесь до своей смерти в 1823 году. Со смертью его сына Альфонса в 1863 г. дом Бретценхайм вымер по мужской линии.
Сестра Карла Августа Каролина Йозефа получила от своего отца поместья Танштайн и Пильмерсройт, которые браком в 1784 г. передала своему мужу — губернатора Верхнего Пфальца графу фон Хольнштейн Максимилиану Йозефу. Каролина Йозефа умерла в возрасте 18 лет, когда у неё родился сын Карл Теодор, который умер неженатым и не имел потомства.
Третья дочь, Фридерика, была назначена своим отцом в возрасте десяти лет княгиней-настоятельницей аббатства Линдау и в 1788 г. была рукоположёна князем-епископом Констанца Максимилианом Ротом. В 1796 г. вышла замуж за графа Максимилиана Фридриха фон унд цу Вестерхольт-Гизенберга. Отец её мужа был возведен в ранг имперского графа в 1790 году Карлом Теодором, который в то время был имперским викарием. За пять дней до свадьбы она оставила свой пост княгини-настоятельницы. Её муж Максимилиан Фридрих фон Вестерхольт позже был гофмаршалом Великого герцогства Берг и построил дворец Оберхаузен. После смерти последней аббатисы Марии Анны фон Ульм-Лангенрайнской в 1800 г. Линдау продолжал управлять Монастырь канонисс, а с 1802 года — брат Фридерики Карл Август фон Бретценхайм. Он распустил монастырь в 1804 г. обменяв его владения, включая город Линдау, с Австрией на Регеч и Шарошпатак.